# لين كوك
لين كوك (بالإنجليزية: Len Cook)‏ هو رياضياتي نيوزيلندي، ولد في 13 أبريل 1949.